# IQ and the Wealth of Nations
IQ and the Wealth of Nations (en français : « Le quotient intellectuel et la richesse des nations ») est un essai polémique publié en 2002 par Richard Lynn, un psychologue anglais controversé et autoproclamé « raciste scientifique », qui défend l'idée d'une relation génétique entre la race et l'intelligence. 
Le livre est largement invalidé scientifiquement. Il est question d'erreur d'attribution causale, de remise en question de la méthodologie utilisée, le caractère incomplet des données et les conclusions tirées de l'analyse. 
La « carte des QI », un planisphère créé en dehors de l'ouvrage et reposant sur les données de l'essai est régulièrement partagée par les idéologues racistes qui défendent l'existence d'une hiérarchie raciale,  basé sur des résultats au QI entre nations.  
Selon Franck Ramus, directeur de recherches au CNRS et professeur attaché à l'Ecole Normale Supérieure, il y a consensus scientifique pour dire que des facteurs environnementaux expliquent au moins une large part des différences de QI nationaux. Il n’y a pas de consensus scientifique sur la question de savoir si une part résiduelle de ces différences peut être expliquée par des différences génétiques.  

## Idéologie
L'essai défend l'idée de différences significatives d'intelligence entre les nations, attribuées  des facteurs génétiques, et affirme que celles-ci seraient à l'origine des écarts de richesse constatés. Ses deux auteurs y défendent une thèse selon laquelle il existerait une corrélation entre le revenu national brut par habitant et le quotient intellectuel moyen de la population. Les auteurs interprètent erronément cette corrélation comme causale, c'est-à-dire que, selon eux, le quotient intellectuel serait un facteur important des différences en matière de richesse nationale et de taux de croissance économique, c'est-à-dire, que selon eux, des nations seraient plus intelligentes que d'autres et expliqueraient leurs développements.

## Réfutation scientifique
L'interprétation de Lynn peut sembler en contradiction apparente avec l'effet Flynn, qui montre qu'avant son inversion dans les années 1990 le QI moyen dans les pays industrialisés a augmenté dans la seconde moitié du XXe siècle (cette tendance s'est inversée depuis les années 1990 dans certaines régions du monde), et notamment dans les catégories sociales défavorisées, indiquant que la valeur du QI pourrait être liée à l'amélioration des conditions de vie. 
Le chercheur Nigel Barber montre, à partir des résultats d'IQ and the Wealth of Nations, une corrélation positive internationale entre le QI et le niveau d'éducation, et une corrélation négative entre le QI et la proportion d'agriculteurs, ainsi qu'avec le poids des nouveau-nés. Le rôle de l'alimentation sur le QI est également démontré. En particulier, les carences en oméga-3 font obstacle au développement intellectuel,.
Les données, la méthodologie et les conclusions de l'étude de Richard Lynn et Tatu Vanhanen ont fait l'objet de critiques, en particulier parce que les QI dans certains pays avaient été estimés par simple interpolation des résultats dans les pays mitoyens. Les auteurs ont réaffirmé leurs positions et donné leurs réponses à ces critiques dans un autre ouvrage paru en 2006, IQ and Global Inequality (en).

### Biais méthodologiques
L'ouvrage est critiqué pour ses biais méthodologiques. En particulier, les données concernant les quotients intellectuels utilisées pour illustrer la thèse reposent essentiellement sur des rapprochements entre pays considérés proches par les auteurs. Ainsi, 101 pays sur les 185 considérés dans l'ouvrage se voient attribuer des valeurs de quotients intellectuels moyens non pas mesurés mais estimés par les auteurs sur des critères de rapprochements entre « groupes raciaux ».
Les valeurs relevées pour les autres pays sont également critiquées, la plupart des valeurs de quotients intellectuels moyens, à défaut d'être estimées, étant issues d'études incomplètes, tel l'exemple de la Guinée équatoriale dont le quotient intellectuel national moyen retenu provient d'une étude portant sur 48 individus âgés de 10 à 14 ans. Les tests de quotient intellectuel utilisés comme source pour la valeur de QI national moyen sont ainsi très diversifiés d'un pays concerné à un autre en termes de taille et composition de la population ciblée et de nature et période des tests. Par ailleurs, les auteurs prolongent la corrélation entre quotients intellectuels et produits intérieurs bruts jusqu'en 1820, près d'un siècle avant l'invention des tests de quotient intellectuel.
Les valeurs utilisées des produits intérieurs bruts au xixe siècle sont également incertaines par manque de données.

### Critiques des conclusions
L'ouvrage prétend démontrer empiriquement un lien de causalité entre richesse et intelligence d'une population. Si le jeu de données utilisé fait l'objet de critiques, les conclusions tirées de celui-ci sont également visées. Ainsi, les auteurs utilisent l'héritabilité du quotient intellectuel dans une même population pour conclure que les différences entre les pays sont d'origine génétique, négligeant l'influence des déterminants sociaux, telle le niveau d'éducation et autres facteurs socio-économiques affectant des participants. Or, au-delà du fait que l'héritabilité du quotient intellectuel ne soit pas solidement démontrée et du choix arbitraire des quotients intellectuels retenus, d'autres explications des différences entre les pays sont envisageables. Notamment, l'accès à l'éducation, plus simple dans les pays riches, est positivement corrélé au quotient intellectuel et les populations riches sont également plus susceptibles d'être entraînées aux tests de QI. Également, la thèse de l'essai repose uniquement sur une corrélation entre quotient intellectuel moyen et niveaux de revenu par tête, sans contrôle sur des explications alternatives à celle présentée et sans qu'un lien de causalité, qui n'est pas une corrélation, soit démontré.
Selon Franck Ramus : «Il y a consensus scientifique pour dire que des facteurs environnementaux expliquent au moins une large part des différences de QI nationaux. Il n'y a pas de consensus scientifique sur la question de savoir si une part résiduelle de ces différences peut être expliquée par des différences génétiques. Certains chercheurs, affirment que c'est le cas, sans preuve. Beaucoup affirment que non, et considèrent que ces différences sont déjà parfaitement expliquées par les différences de facteurs environnementaux».

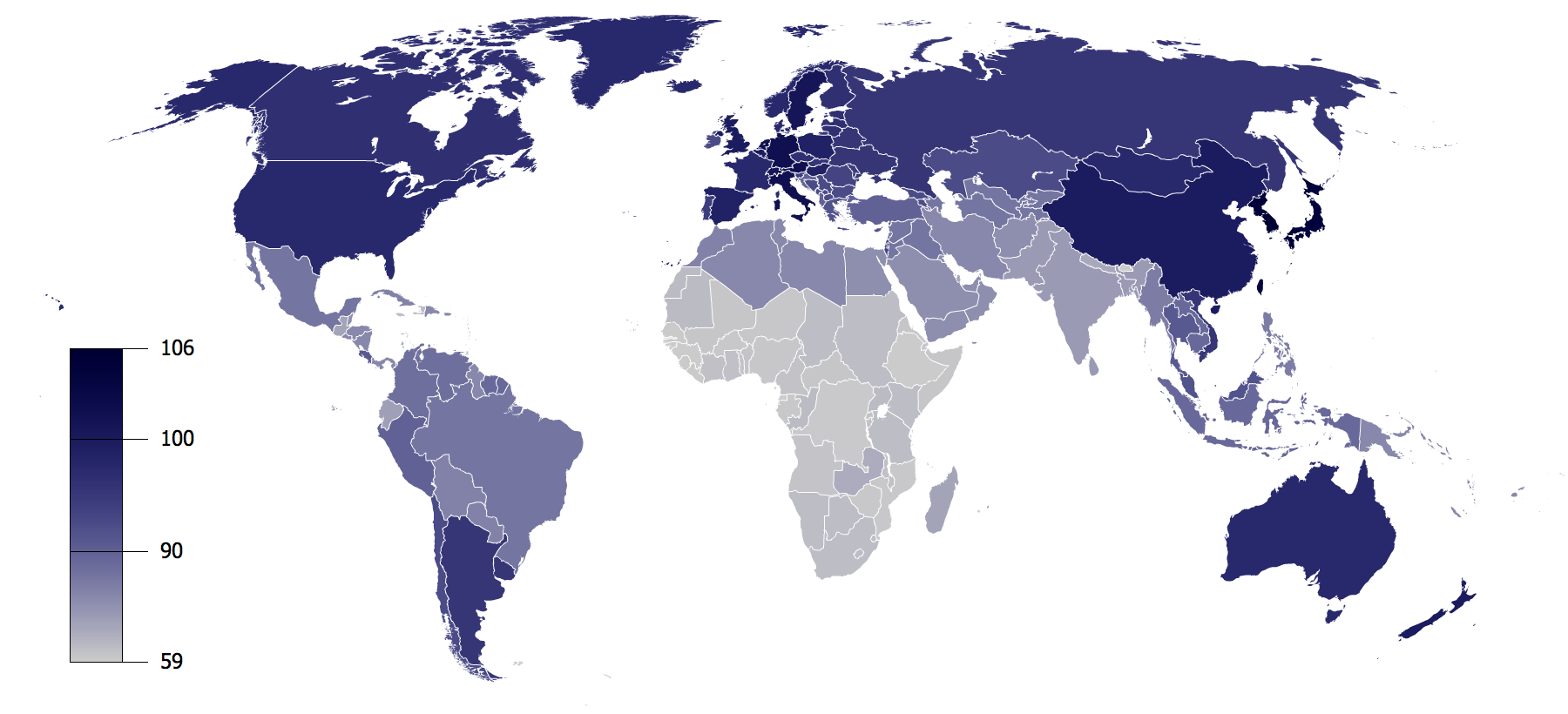
La «carte des QI» censée représenter des différences de QI entre les nations, n'a pas de fondement scientifique

## «Carte des QI»
La « carte des QI » est un planisphère qui a été créé à partir des données de l'essai et qui est régulièrement partagée par les idéologues racistes qui défendent l'existence d'une hiérarchie raciale basé sur une erreur causale entre QI et richesse des nations. Le planisphère n'a pas été créée par les auteurs de l'essai, et ne repose sur aucune étude scientifique sérieuse,,.